# Liste der Monuments historiques in Autreville-sur-la-Renne
Die Liste der Monuments historiques in Autreville-sur-la-Renne führt die Monuments historiques in der französischen Gemeinde Autreville-sur-la-Renne auf.

## Liste der Immobilien
| Bezeichnung                        | Beschreibung                                                                             | Standort                                              | Kennzeichnung | Schutzstatus | Datum | Bild |
| ---------------------------------- | ---------------------------------------------------------------------------------------- | ----------------------------------------------------- | ------------- | ------------ | ----- | ---- |
| Château de Autreville-sur-la-Renne | um 1738 erbaut, Entwurf Jean-Baptiste Bouchardon; mit Wirtschaftsgebäuden und Parkanlage | Autreville-sur-la-Renne, 5 rue de la Pompadour (Lage) | PA52000021    | Inscrit      | 2004  |      |

## Liste der Objekte
| Bezeichnung           | Beschreibung           | Standort                                           | Kennzeichnung | Schutzstatus | Datum | Bild |
| --------------------- | ---------------------- | -------------------------------------------------- | ------------- | ------------ | ----- | ---- |
| Skulptur Heiliger Yvo | Stein, 16. Jahrhundert | Saint-Martin-sur-la-Renne, in einem Gebäude (Lage) | PM52001111    | Classé       | 1965  |      |